# الکساندر الکساندروویچ وولکوف
الکساندر الکساندروویچ وولکوف (به انگلیسی: Aleksandr Aleksandrovich Volkov) فضانورد اهل اتحاد شوروی است که در ۲۷ مهٔ ۱۹۴۸ ‏(۷۶ سال) در هورلیفکا زاده شد. وی در مأموریت سایوز تی-۱۴، میر ئی‌او-۴، سایوز تی‌ام-۷، سایوز تی‌ام-۱۳ حضور داشته است.